# Zjinvalireservoaren
Zjinvalireservoaren (georgiska: ჟინვალის წყალსაცავი, Zjinvalis tsqalsatsavi) är en reservoar i floden Aragvi i Georgien. Den ligger i den östra delen av landet, 50 km norr om huvudstaden Tbilisi. Zjinvalireservoaren ligger 777 meter över havet. Arean är 5,7 kvadratkilometer. Den sträcker sig 5,3 kilometer i nord-sydlig riktning, och 6,0 kilometer i öst-västlig riktning. I omgivningarna runt Zjinvalireservoaren växer i huvudsak lövfällande lövskog.
Vid reservoaren ligger samhället Zjinvali, som år 2014 hade 1 828 invånare.